# Campodoro
Campodoro é uma comuna italiana da região do Vêneto, província de Pádua, com cerca de 2.170 habitantes. Estende-se por uma área de 11 km², tendo uma densidade populacional de 197 hab/km². Faz fronteira com Camisano Vicentino (VI), Grisignano di Zocco (VI), Mestrino, Piazzola sul Brenta, Villafranca Padovana.

## Demografia
| Variação demográfica do município entre 1861 e 2011                               |
|                                                                                   |
| Fonte: Istituto Nazionale di Statistica (ISTAT) - Elaboração gráfica da Wikipedia |